# Ginette Lion-Clément
Ginette Lion-Clément, née le 4 juin 1928 à Troyes et morte le 29 décembre 2016 à Pompey, est une résistante et déportée française, chevalière de la Légion d'honneur.

## Biographie

### Avant la guerre
Originaire d'une famille juive alsacienne et mosellane, les Lion, elle mène une vie tranquille à Sainte-Savine (Aube). 

### Début de l'enfer
Quand la guerre éclate, elle et sa famille s'investissent dans la Résistance ; ils accueillent nombre de clandestins. Le 27 janvier 1944, alors que Ginette Lion-Clément et sa sœur sont au travail (les études leur sont interdites), leurs parents sont raflés. Cette rafle des juifs de Troyes prend neuf membres de leur famille. Les deux adolescentes ne sont pas arrêtées car une voisine les a alertées, elles ont juste eu le temps de se cacher dans un café : « par la fenêtre j'ai vu passer mes parents dans un bus. C'était la dernière fois que je les voyais ».
Ils sont gazés à Auschwitz le 13 février suivant, Ginette Lion-Clément a alors 16 ans. Tout d'abord accueillies chez des amis de la famille, les deux sœurs sont prises en charge par la Résistance avec les Francs-tireurs et partisans et se rendent à Paris pour y devenir agents de liaison.« Nous voulions suivre la route de nos parents. On se disait que ce serait notre petite vengeance... ». Elles font le choix de résister.

### Résistance et arrestation
Ginette Lion-Cément prend le nom d’« Annick » et sillonne la région parisienne, la Bretagne et la Normandie avec ses différents colis : transport d'armes, de courriers, de postes émetteurs, de documents, d'argent. Le 31 mai 1944, à l’occasion d’une mission la menant de la Normandie à Rennes, elle est arrêtée par la milice française. Elle sera torturée par la milice pendant quinze jours et ne donnera que son nom : « Je m'étais résolue à ne pas parler dès le départ. Mais je pensais à ma sœur, aussi j'ai donné mon vrai nom pour qu'elle puisse un jour savoir ce que j'étais devenue. Je pensais que j'allais mourir ». Remise à la Gestapo, la jeune fille est emprisonnée en juin 1944 à Rennes pendant trois semaines. Fin juillet, elle apprend qu'elle est condamnée à mort et sera fusillée. « Mais les Alliés qui avaient débarqué en Normandie en juin ont bombardé la prison une nuit. Alors que les Américains entraient dans la ville par un côté, les Allemands nous ont évacués par l'autre ».
Livrée aux Allemands, elle est déportée le 1er septembre 1944 depuis Belfort au camp de Ravensbrück (convoi I.282) puis au camp de Schlieben, qui dépend de Buchenwald. Le 21 avril 1945, les soldats de l'Armée rouge entrent dans le camp et libèrent les prisonniers. Ginette Clément regagne Troyes le 25 mai 1945.

### Après la guerre
Ginette Lion-Clément ne commence à témoigner de passé de résistante qu’à la fin des années 1970, alors qu’elle s’est établie en Lorraine.

## Distinction
- Chevalière de la Légion d'honneur[8] en 2015 de la promotion « 70e anniversaire des débarquements et de la Libération[9] ». La cérémonie se déroule à la préfecture de Meurthe-et-Moselle à Nancy.

## Hommages
Le documentaire Une jeune fille française, 1944-1945,,, du cinéaste Guy Gauthier retrace la vie de Ginette Lion-Clément et lui rend hommage. Ce docu-fiction de 20 minutes est produit par l'association l'Utile Beauté des choses, et sort en novembre 2016. Il est tourné dans les Vosges, en Meurthe-et-Moselle, dans l'Aube, à Paris et en Bretagne.
Le film est sélectionné ou primé dans différents festivals : en 2017, lors de la Journée régionale Lorraine de cinéma non commercial, il reçoit le prix de la meilleure musique et chanson du générique, du meilleur documentaire, le grand prix 2017 et le prix du public. 
- Sélection officielle au National 2017 de Soulac-sur-Mer 33780 (septembre 2017)
- Grand prix, meilleur montage documentaire et 2ème prix du public en Meurthe-et-Moselle à la 69ème rencontre Interrégionale du Grand Est et Bourgogne, Franche-Comté (29/04/2017)
- Sélection officielle à Mulhouse en Alsace et Lussac en Gironde (1 et 8 avril 2017)
- Meilleur second film dans le cadre du Cinéma d’Auteur au Luxembourg (15/03/2017)
- Meilleur second film de fiction en Isère (05/11/2016)
- Meilleur reportage et prix de la ville de Marolles en Essonne 15 octobre 2016

En 2018, il obtient « quatre étoiles » du British International Amateur Film Festival,.
En 2024, sa veste de déportée est confiée par sa famille au Musée lorrain de Nancy. Cette veste porte le matricule no 15206 qui lui a été attribué à Buchenwald et le triangle rouge des prisonniers politiques.